# 澤村光彩
澤村 光彩（さわむら きらり、2003年11月5日 - ）は、日本の歌手、モデル、TikTokクリエイター、YouTuber。石川県金沢市出身。Unlock（Uniiique系列）所属。

## 概要・経歴
初期のアイドル活動
- 2017年10月、中学生時代に石川県の「ほくりくアイドル部」に加入しアイドル活動を開始。
- 高校進学後、大阪スクールオブミュージック高等専修学校に進学し、その後東京の高校へ転校し芸能活動を続ける。
- 2021年6月から2022年8月まで「pamplepop」のメンバーとして活動。
- 2023年2月から2024年3月まで「虹のコンキスタドール予科生」として活動[1]。

TikTokでの活動
- TikTok上でダンス動画を投稿し、特にロボットダンスが話題に。
- 2024年9月時点でTikTokのフォロワーは130万人以上、YouTubeのチャンネル登録者は51万人超え。

アーティスト活動
- 2024年6月よりソロ歌手デビュー[2]、9月に初ライブ[3]。
- 2025年3月、MTV VMAJにて特別賞『Rising Star Award Presented by YOKOHAMA』を受賞[4]。

## 人物
趣味: ゲーム、弾き語り
特技: イラスト、ダンス
家族: 姉と弟がいる。

## ディスコグラフィ

### デジタルシングル
- 致死量ダーリン（2024年6月19日）
- 憑いていく（2024年8月18日）
- 限界ロストワールド（2024年8月25日）
- 触れて痛い（2024年9月1日）
- 瘡蓋（2024年9月8日）
- トランジスタ・駄・デカダンス（2024年10月25日）
- スキャットキャットノイローゼ（2025年1月20日）
- ほしに誓う（2025年3月23日）
- カナリア（2025年5月9日） - 木ドラ24『トウキョウホリデイ』挿入歌[5]

## 出演

### CM
- マクドナルドwebCM（2024年7月、日本マクドナルド）